# Hermann Lahmann
Hermann Johannes Emil Lahmann (* 1. Juni 1905 in Hamburg; † 4. Januar 2001 in Leipzig) war ein deutscher Orgelbauer in Leipzig.

## Leben
Hermann Lahmann lernte bei Paul Rother in Hamburg Orgelbau und arbeitete von 1925 bis 1928 bei diesem. Danach ging er zu Jehmlich nach Dresden und arbeitete in der Schweiz bei Kuhn, Willisau und Goll. 1936 wurde Hermann Lahmann Werksleiter bei Willisau, 1939 bei Metzler, 1941 bei Jehmlich. 1942 legte er die Meisterprüfung ab. Hermann Lahmann war ab 1943 Betriebsleiter bei Eule in Bautzen und leitete danach ab 1947 eine Außenstelle von Jehmlich in Leipzig. 1955 machte er sich dort selbstständig und war am Nordplatz 9 bis 1987 tätig.

## Werke (Auswahl)
Hermann Lahmann baute einige Orgeln in Sachsen und führte Umbauten und Reparaturen durch, einige Arbeiten auch in der Sowjetunion.
Orgelneubauten
| Jahr | Ort                 | Gebäude                           | Bild | Manuale | Register | Bemerkungen                                  |
| ---- | ------------------- | --------------------------------- | ---- | ------- | -------- | -------------------------------------------- |
| 1951 |                     | Max Rinck (privat)                |      | I/P     | 5        | 1981 nach Borna, Kunigundenkirche, erhalten  |
| 1952 | Leipzig             | Bethlehemskgemeinde, Gemeindesaal |      | II/P    | 9        | erhalten                                     |
| 1957 | Leipzig             | Hochschule für Musik              |      | II/P    | 7        | 1998 nach Koselitz, Kirche umgesetzt – Orgel |
| 1959 | Moskau              | Konservatorium                    |      | II/P    | 10       | Orgel für Studierende                        |
| 1960 | Altenburg           | Gnadenkapelle                     |      | II/P    | 11       |                                              |
| 1961 | Baku, Aserbaidschan | Konservatorium, Orgelraum         |      | II/P    | 10       | Kleine Orgel                                 |

Weitere Arbeiten
| Jahr      | Ort            | Gebäude                      | Bild | Manuale | Register | Bemerkungen                                                             |
| --------- | -------------- | ---------------------------- | ---- | ------- | -------- | ----------------------------------------------------------------------- |
| 1952      | Leipzig-Gohlis | Friedenskirche               |      | II/P    | 25       | Erweiterung                                                             |
| 1954      | Kahla          | Stadtkirche                  |      | II/P    | 26       | Umbauten                                                                |
| 1955–1958 | Bad Lausick    | St. Kilian                   |      | II/P    | 26       | Umsetzung und Restaurierung der Silbermann-Trampeli-Orgel von 1721/1792 |
| 1959      | Moskau         | Konservatorium               |      | III/P   | 58       | Restaurierung der Orgel von Mutin (1899)                                |
| 1967–1970 | Thonhausen     | Kirche                       |      | I/P     | 10       | Restaurierung der Barockorgel                                           |
| 1974      | Altenburg      | Stiftskirche Magdalenenstift |      | I/P     | 8        | Erweiterung der Geissler-Orgel von 1871                                 |
| 1975      | Bergen, Rügen  | Kirche                       |      | II/P    | 27       | Erweiterung                                                             |
| 1982      | Gera           | St. Johannis                 |      | III/P   | 56       | Umbauten                                                                |